# タイ空港公社
タイ空港公社 (タイくうこうこうしゃ、英語: Airports of Thailand 略称 AOT、タイ語: บริษัท ท่าอากาศยานไทย จำกัด (มหาชน)）は、タイの国営空港を運営する会社である。運輸省が70％の株を所有している。日本語訳では「タイ空港公社」と称されることが多い。
SET 50 Indexの採用銘柄である。

## 運営空港
- スワンナプーム国際空港
- ドンムアン国際空港
- プーケット国際空港
- チェンマイ国際空港
- ハートヤイ国際空港
- チェンライ国際空港

## 関連事業
スワンナプーム国際空港-バンコク都内間のリムジンタクシーを運営している。
2011年5月までは、空港連絡バス（エアポート・エクスプレス）も運行させていた。